# Segunda División 2009-2010 (Spagna)
L'edizione 2009-2010 della Segunda División spagnola A (detta anche Liga Adelante) è iniziata nell'agosto 2009 e si è conclusa nel giugno 2010.

## Squadre partecipanti
| Club              | Città                      | Stadio                       | Risultato Stagione 2008-2009                                     |
| ----------------- | -------------------------- | ---------------------------- | ---------------------------------------------------------------- |
| Albacete          | Albacete                   | Stadio Carlos Belmonte       | 14° in Segunda División 2008-2009                                |
| Real Betis        | Siviglia                   | Stadio Manuel Ruiz de Lopera | 18° in Primera División 2008-2009                                |
| Cadice            | Cadice                     | Estadio Ramón de Carranza    | 1° nel gruppo IV della Segunda División B, Promosso ai play-off  |
| FC Cartagena      | Cartagena                  | Estadio Cartagonova          | 1° nel gruppo II della Segunda División B, Promosso ai play-off  |
| Castellón         | Castellón de la Plana      | Nou Estadi Castalia          | 9° in Segunda División 2008-2009                                 |
| Celta Vigo        | Vigo                       | Estadio Balaídos             | 17° in Segunda División 2008-2009                                |
| Córdoba           | Cordova                    | Nuevo Arcángel               | 18° in Segunda División 2008-2009                                |
| Elche             | Elche                      | Estadio Martínez Valero      | 11° in Segunda División 2008-2009                                |
| Gimnàstic         | Tarragona                  | Nou Estadi                   | 10° in Segunda División 2008-2009                                |
| Girona            | Girona                     | Montilivi                    | 16° in Segunda División 2008-2009                                |
| Hércules          | Alicante                   | Stadio José Rico Pérez       | 4° in Segunda División 2008-2009                                 |
| Huesca            | Huesca                     | El Alcoraz                   | 12 in Segunda División spagnola 2008-2009                        |
| Las Palmas        | Las Palmas de Gran Canaria | Estadio de Gran Canaria      | 13° in Segunda División spagnola 2008-2009                       |
| Levante           | Valencia                   | Ciutat de Valencia           | 8° in Segunda División spagnola 2008-2009                        |
| Numancia          | Soria                      | Nuevo Estadio Los Pajaritos  | 19° in Primera División 2008-2009                                |
| Rayo Vallecano    | Madrid                     | Estadio Teresa Rivero        | 5° in Segunda División spagnola 2008-2009                        |
| Real Murcia       | Murcia                     | Estadio Nueva Condomina      | 15° in Segunda División spagnola 2008-2009                       |
| Real Sociedad     | San Sebastián              | Stadio Anoeta                | 6° in Segunda División spagnola 2008-2009                        |
| Real Unión        | Irún                       | Stadium Gal                  | 1° nel gruppo I della Segunda División B, Promosso ai play-off   |
| Recreativo Huelva | Huelva                     | Nuevo Colombino              | 20° in Primera División 2008-2009                                |
| Salamanca UDS     | Salamanca                  | Stadio Helmántico            | 7° in Segunda División spagnola 2008-2009                        |
| Villarreal B      | Villarreal                 | El Madrigal                  | 2° nel gruppo III della Segunda División B, Promosso ai play-off |

## Classifica finale
Classifica aggiornata al 19 giugno 2010
|  |     | Classifica Segunda división 2009-10 | Pt | G  | V  | N  | P  | GF | GS | DR  |
|  | --- | ----------------------------------- | -- | -- | -- | -- | -- | -- | -- | --- |
|  | 1.  | Real Sociedad                       | 74 | 42 | 20 | 14 | 8  | 53 | 37 | +16 |
|  | 2.  | Hércules                            | 71 | 42 | 19 | 14 | 9  | 61 | 34 | +27 |
|  | 3.  | Levante                             | 71 | 42 | 19 | 14 | 9  | 63 | 45 | +18 |
|  | 4.  | Real Betis                          | 71 | 42 | 19 | 14 | 9  | 61 | 38 | +23 |
|  | 5.  | FC Cartagena                        | 65 | 42 | 18 | 11 | 13 | 58 | 49 | +9  |
|  | 6.  | Elche                               | 63 | 42 | 18 | 9  | 15 | 67 | 57 | +10 |
|  | 7.  | Villarreal B                        | 61 | 42 | 16 | 13 | 13 | 60 | 56 | +4  |
|  | 8.  | Numancia                            | 59 | 42 | 16 | 11 | 15 | 55 | 53 | +2  |
|  | 9.  | Recreativo Huelva                   | 57 | 42 | 14 | 15 | 13 | 40 | 42 | -2  |
|  | 10. | Córdoba                             | 55 | 42 | 14 | 13 | 15 | 40 | 46 | -6  |
|  | 11. | Rayo Vallecano                      | 53 | 42 | 13 | 14 | 15 | 67 | 58 | +9  |
|  | 12. | Celta Vigo                          | 52 | 42 | 13 | 13 | 16 | 38 | 44 | -6  |
|  | 13. | Huesca                              | 52 | 42 | 12 | 16 | 14 | 36 | 40 | -4  |
|  | 14. | Girona                              | 52 | 42 | 13 | 13 | 16 | 45 | 59 | -14 |
|  | 15. | Albacete                            | 52 | 42 | 12 | 16 | 14 | 60 | 62 | -2  |
|  | 16. | Salamanca UDS                       | 52 | 42 | 13 | 13 | 16 | 44 | 54 | -10 |
|  | 17. | Las Palmas                          | 51 | 42 | 12 | 15 | 15 | 49 | 49 | 0   |
|  | 18. | Gimnàstic                           | 51 | 42 | 14 | 9  | 19 | 42 | 55 | -13 |
|  | 19. | Cadice                              | 50 | 42 | 12 | 14 | 16 | 49 | 64 | -15 |
|  | 20. | Real Murcia                         | 50 | 42 | 11 | 17 | 14 | 49 | 51 | -1  |
|  | 21. | Real Unión                          | 46 | 42 | 12 | 10 | 20 | 40 | 59 | -19 |
|  | 22. | Castellón                           | 33 | 42 | 7  | 12 | 23 | 37 | 62 | -25 |

### Verdetti
- Real Sociedad, Hercules e Levante promosse in Liga BBVA.
- Cadice, Real Murcia, Real Union e Castellon retrocesse in Segunda División B.

### Classifica marcatori
|  | Gol | Rigori | Marcatore        | Squadra        |
|  | --- | ------ | ---------------- | -------------- |
|  | 26  | 7      | Jorge Molina     | Elche          |
|  | 20  | 1      | Toché Verdù      | FC Cartagena   |
|  | 18  | 3      | Marco Rubén      | Villarreal B   |
|  | 17  | 3      | Pepe Díaz        | Córdoba        |
|  | 15  | 1      | Chando           | Real Murcia    |
|  | 15  | 2      | Leonardo Ulloa   | Castellón      |
|  | 15  | 1      | Rubén Castro     | Rayo Vallecano |
|  | 14  | 0      | Gorka Brit       | Real Unión     |
|  | 14  | 0      | Rubén Suarez     | Levante        |
|  | 13  | 1      | Enrique De Lucas | FC Cartagena   |
|  | 13  | 1      | Sergio Garcìa    | Real Betis     |

## Record
- Maggior numero di vittorie:  Real Sociedad (20)
- Minor numero di sconfitte:  Real Sociedad (8)
- Migliore attacco:  Elche e  Rayo Vallecano (67 gol segnati)
- Miglior difesa:  Hércules (34 gol subiti)
- Miglior differenza reti:  Hércules (+27)
- Maggior numero di pareggi:  Real Murcia (17)
- Minor numero di pareggi:  Elche e  Gimnàstic (9)
- Peggiore attacco:  Huesca (36 gol segnati)
- Peggior difesa:  Cadice (64 gol subiti)
- Peggior differenza reti:  Castellón (-25)
- Partita con più reti:  Castellón -  Albacete 3-5,  Rayo Vallecano -  Hércules 4-4 (8)